# Lũ lụt Kyūshū 2020
Nhiều trận mưa lớn kỷ lục đã tấn công các tỉnh Kumamoto và Kagoshima ở đảo Kyūshū phía nam Nhật Bản vào ngày 4 tháng 7 năm 2020. Sự kiện này được chính thức gọi là Reiwa ni-nen shichi-gatsu gōu (令和２年７月豪雨, "Mưa lớn tháng 7, Reiwa 2") bởi Cơ quan Khí tượng Nhật Bản. Do lũ lụt và lở đất, 77 người được xác nhận đã chết (trong đó có một người chết do ngừng tim phổi) và khoảng 7 người mất tích. Mười bốn nạn nhân là cư dân của một ngôi nhà cổ ở Kuma, Kumamoto bị ngập lụt. Khoảng 15.335 tòa nhà đã bị phá hủy, hư hỏng hoặc ngập.

## Bối cảnh
Bão, giông lốc và lũ lụt thường xuyên tấn công vào Nhật Bản trong những năm trước 2020. Địa hình đồi núi của Nhật Bản có nguy cơ cao xảy ra lũ lụt và lở đất. Những thiên tai này đã giết chết hàng trăm người, mà nguyên nhân chính, theo các chuyên gia, là do sự nóng lên toàn cầu.
Lưu vực sông Kuma trước đây từng bị ngập lụt vào năm 1965. Một trong ba thác ghềnh lớn ở Nhật Bản, Kuma, là một con sông loại A dài 115 km. Nó bắt nguồn từ dãy núi ở Kyushu, chạy qua các tỉnh Hitoyoshi, Kumamoto; Kuma, Kumamoto và Yatsushiro, Kumamoto trước khi đổ ra biển Yatsushiro.

## Sự kiện
Vào ngày 4 tháng 7 năm 2020, mưa lớn đã gây ra lũ lụt ở đảo Kyushu phía nam Nhật Bản. Vào lúc 5 giờ sáng giờ địa phương (UTC+9), Cơ quan Khí tượng Nhật Bản đã nâng mức cảnh báo mưa lớn lên mức 3, tức mức cao nhất ở nhiều khu vực của quận. Đây là lần đầu tiên Cơ quan Khí tượng nâng mức cảnh báo như vậy tại các khu vực này. Họ cũng cho biết lượng mưa chưa từng thấy trước đây này đã phá vỡ kỷ lục về lượng mưa trong khu vực. Mật độ mưa vượt quá 100 milimét (3,9 in) mỗi giờ.
Tính đến ngày 6 tháng 7 năm 2020, 49 người được xác nhận đã chết, trong đó có mười bốn người là cư dân trong một viện dưỡng lão bị ngập lụt ở Kuma, Kumamoto. Thống đốc quận Kumamoto, ông Ikuo Kabashima tuyên bố rằng nhiều người đã bị mắc kẹt sau khi bùn và nước lũ tràn vào viện dưỡng lão. Theo một tình nguyện viên cứu hộ, khi họ về đến viện, nước vẫn ngập ở tầng một. Các nhân viên cứu hộ đã cố gắng giải cứu những cư dân đã lên được tầng hai nhưng không thể tiếp cận những người ở phía bên trái. Theo các nhân viên tại viện dưỡng lão này, họ đã di tản những người ở trong đó vào lúc 5 giờ sáng và đưa họ lên lầu. Tại tầng một, khi nước tràn vào tòa nhà, họ đặt những cư dân có xe lăn lên trên bàn trong phòng ăn. Tuy vậy, các nhân viên đã không thể giải cứu những người đã chết sau khi nước tràn qua cửa sổ và những người ngã ra khỏi bàn.
Sau những cơn mưa suốt đêm, chính quyền đã hướng dẫn hơn 75.000 cư dân sơ tán tại hai quận Kumamoto và Kagoshima. 203.200 cư dân được hướng dẫn trú ẩn tại chỗ, cùng 109 nơi trú ẩn cũng được mở cửa trong khu vực.

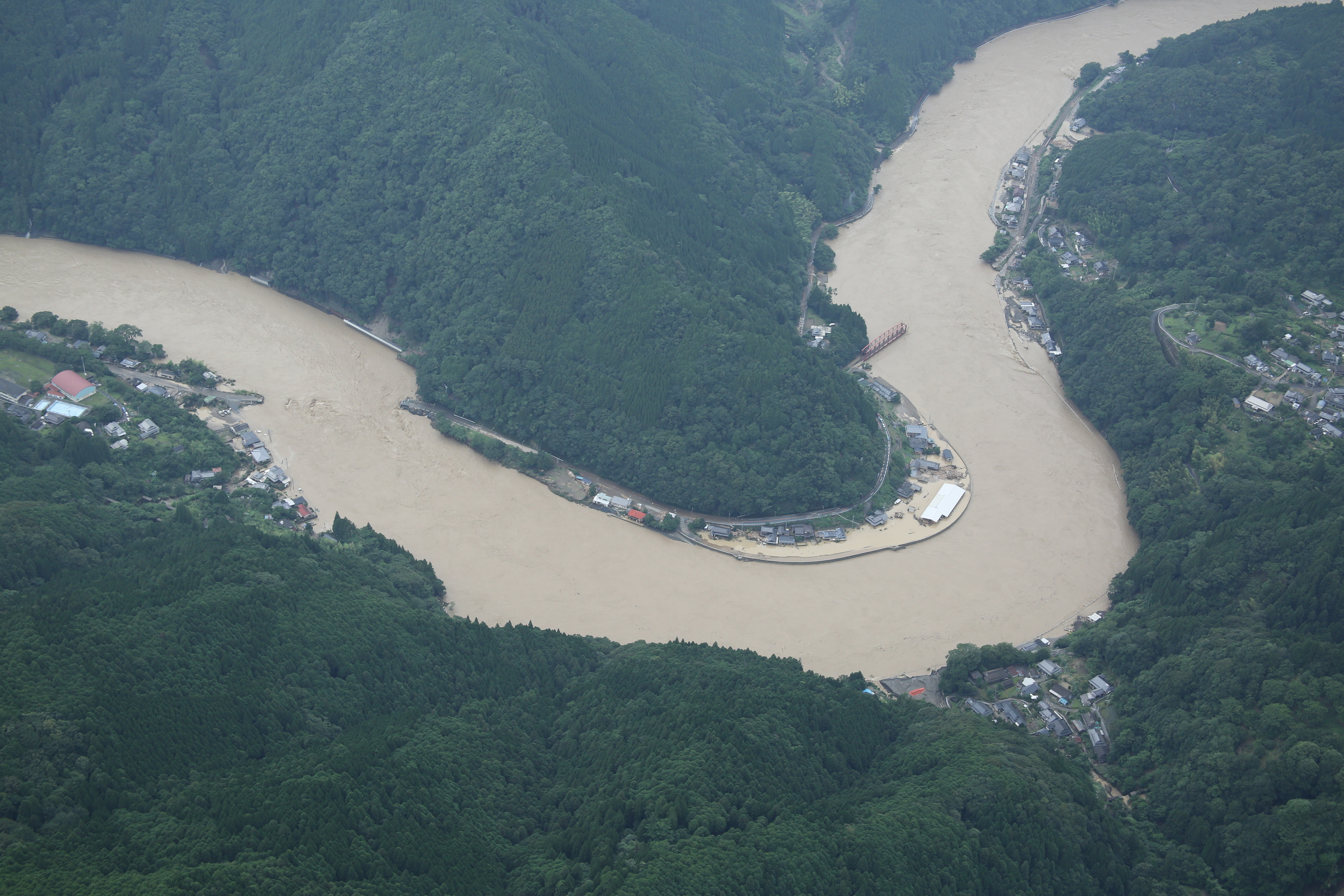
Cầu Kamase (trái) và Cầu đường sắt Kumagawa số 1 (phải) bị cuốn trôi.

Sông Kuma chảy tràn qua bờ ở mười một địa điểm khác nhau và phá vỡ một con đê. Một con đê bị vỡ gần thị trấn Hitoyoshi, Kumamoto và nhanh chóng bị dòng sông Kuma nuốt chửng. Ở Kuma, Kumamoto, cư dân mắc kẹt được giải cứu bằng trực thăng. Tám ngôi nhà bị cuốn trôi ở Ashikita, Kumamoto. Ở Tsunagi, Kumamoto, 2 đến 3 người được khiêng ra khỏi đống đổ nát của một trận lở đất, không hề có dấu hiệu của sự sống. Khoảng 8.000 ngôi nhà bị mất điện ở Kumamoto và Kagoshima. 6.100 ngôi nhà khác được ước tính bị nhấn chìm, 11 cây cầu bị phá hủy và 4.700 tòa nhà bị phá hủy, hư hỏng hoặc ngập lụt.
Một con đê bị vỡ gần thị trấn Hitoyoshi, thường được biết đến với suối nước nóng và hoạt động chèo thuyền, nước từ dòng sông Kuma tràn vào. Những người tình nguyện từ hiệp hội thuyền bè địa phương ở Hitoyoshi đã sử dụng bè của họ để giải cứu những người dân bị mắc kẹt trong thị trấn bị ngập lụt. Ít nhất 17 người ở Hitoyoshi đã chết.
Vào sáng ngày 7 tháng 7, nước sông Chikugo đã tràn vào Hita, Ōita, chính quyền địa phương đưa ra cảnh báo cấp cao nhất cho cư dân.

## Tác động

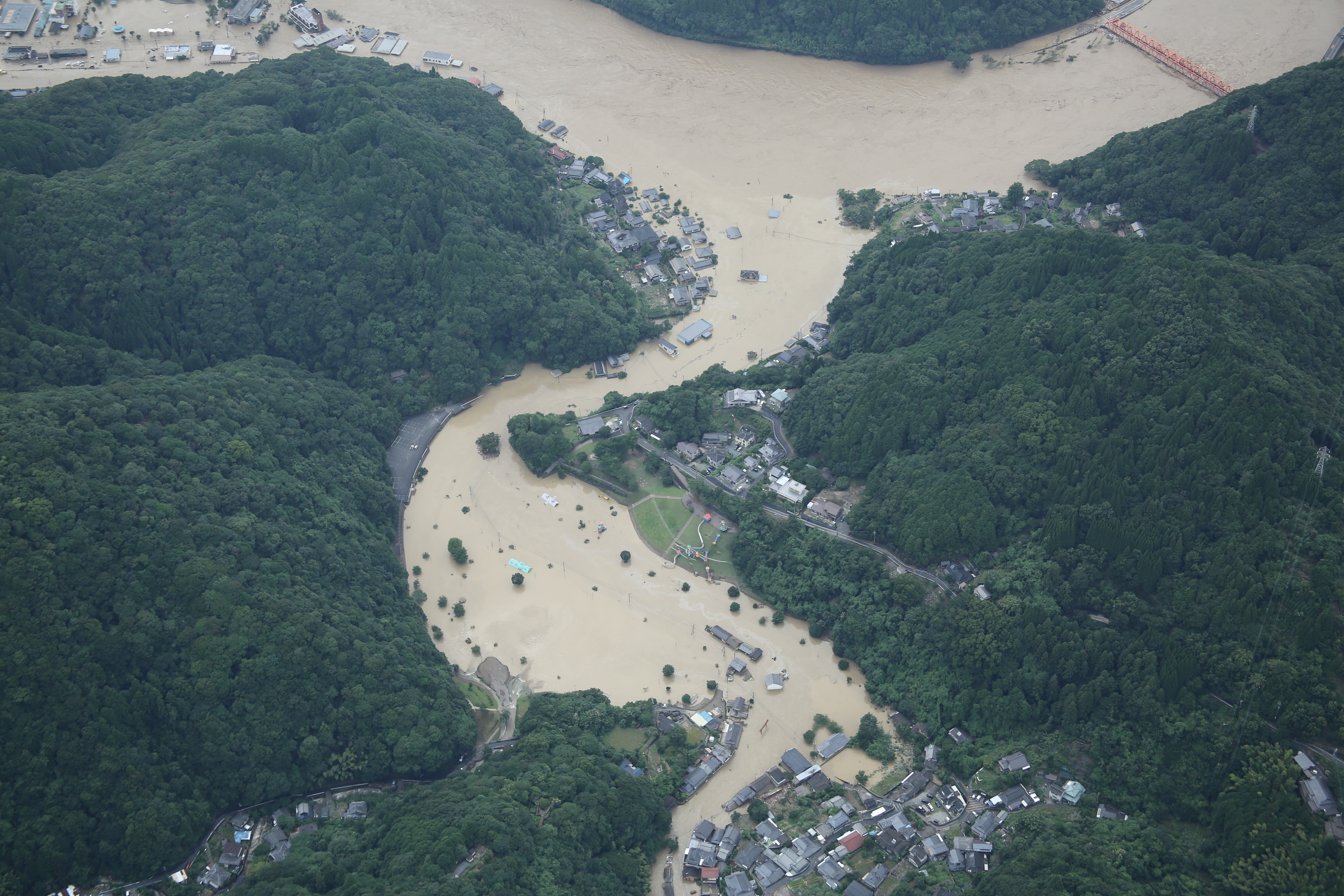
Những ngôi nhà bị dòng sông Kuma nhấn chìm vào ngày 4 tháng 7 năm 2020.

Lũ lụt cũng đã làm gián đoạn hoạt động kinh tế ở Kyushu, một khu vực sản xuất quan trọng ở Nhật Bản. Các công ty bao gồm Toyota, Canon và Panasonic tạm thời ngừng sản xuất trong khu vực để đề phòng an toàn cho nhân viên. Tuy nhiên, Chánh văn phòng Nội các Yoshihide Suga, trong một tuyên bố vào ngày 6 tháng 7, cho biết ông không mong đợi sự gián đoạn lớn của hoạt động sản xuất.
Những người sơ tán và các quan chức địa phương nêu lên mối lo ngại về nơi trú ẩn khẩn cấp do đại dịch COVID-19 đang diễn ra đồng thời. Người di tản đến nơi trú ẩn đã kiểm tra nhiệt độ của họ, hoặc được yêu cầu đi nơi khác để có thể duy trì sự cách ly xã hội. Một số người di tản đã chọn nơi ẩn náu trong xe của họ, trong khi những người khác ở lại với bạn bè. Những biện pháp này tuân theo các khuyến nghị được tạo ra vào tháng trước vào tháng 6, khi các quan chức chính phủ dự đoán một "thảm họa kép" có thể xảy ra đối với lũ lụt và truyền bệnh.

## Phản ứng của chính phủ
Thủ tướng Shinzo Abe đã ra lệnh thành lập một đội đặc nhiệm, phái 10.000 lính Lực lượng phòng vệ Nhật Bản đến khu vực và khẳng định sẽ giải cứu những người mất tích. Đến ngày 5 tháng 7 năm 2020, có báo cáo rằng 40.000 binh sĩ tự vệ, bảo vệ bờ biển cùng nhiều lính cứu hỏa đã được triển khai trong chiến dịch ứng cứu. Vào ngày 7 tháng 7, số lượng binh sĩ SDF được triển khai đã tăng gấp đôi lên 80.000.
Vào ngày 7 tháng 7, chính quyền Nhật Bản cảnh báo rằng mưa lớn hơn nữa dự kiến sẽ xảy ra ở Kyushu.